# Schistura chapaensis
Schistura chapaensis är en fiskart som först beskrevs av Rendahl, 1944.  Schistura chapaensis ingår i släktet Schistura och familjen grönlingsfiskar. IUCN kategoriserar arten globalt som otillräckligt studerad. Inga underarter finns listade i Catalogue of Life.